# 1796 en architecture
| Années de l'architecture : 1793 - 1794 - 1795 - 1796 - 1797 - 1798 - 1799    |
| Décennies de l'architecture : 1760 - 1770 - 1780 - 1790 - 1800 - 1810 - 1820 |

Cet article présente les faits marquants de l'année 1796 en architecture.

## Réalisations

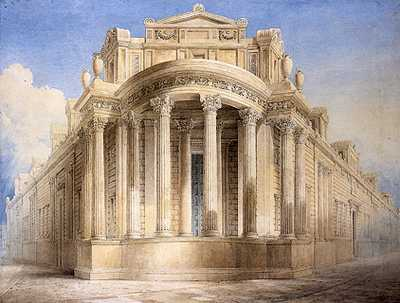
Rotonde de la Banque d'Angleterre

- Rotonde de la Banque d'Angleterre à Londres construite par sir John Soane, d’influence grecque.
- La mosquée de Hassan Pacha est construite par les Turcs à Oran

## Événements
- x

## Récompenses
- x

## Naissances
- x

## Décès
- 10 mars : William Chambers (° 23 février 1723).